# Harry Potter a Relikvie smrti – část 2
Harry Potter a Relikvie smrti – část 2 je fantasy film, pokračování prvního dílu dvoudílné filmové adaptace stejnojmenného románu britské spisovatelky J. K. Rowlingové. Jedná se o závěrečný díl celé série o čarodějnickém učni Harrym Potterovi. Premiéra filmu proběhla na londýnském Leicester Square 7. července 2011.
Česká i slovenská premiéra filmu proběhla 14. července 2011 v 00.00.

## Příběh
Harry Potter (Daniel Radcliffe) a jeho přátelé Hermiona Grangerová a Ron Weasley (Emma Watsonová a Rupert Grint) mají již část svého nebezpečného putování za sebou. Několik viteálů (deník Tomma Raddla, prsten jeho matky a náhrdelník) je zničeno, ale několik z nich stále přežívá kdesi ve světě (kalich, diadém Roweny z havraspáru, had a Harry). Proto může zlovolný Lord Voldemort (Ralph Fiennes) dál šířit po světě nenávist a násilí, pronásledovat své nepřátele a společně se svými přívrženci směřovat k ovládnutí světa. Naštěstí naděje na jeho porážku nikdy neumírá, a tak Harry a jeho přátelé, podporovaní neúnavným odbojem v Bradavicích, neustále pokračují v namáhavé cestě. Vše ale směřuje k závěrečné a velkolepé bitvě a dobro nakonec vyhraje.